# Protaetia humeralis
Protaetia humeralis är en skalbaggsart som beskrevs av Xavier Montrouzier 1857. Protaetia humeralis ingår i släktet Protaetia och familjen Cetoniidae. Inga underarter finns listade i Catalogue of Life.